# 朱篤市
朱笃市（越南语：／）是越南安江省下辖的一个省辖市。

## 地理
朱笃市北接安富县和柬埔寨，东接富新县和新洲市社，南接周富县，西接柬埔寨，西南接静边市社。朱笃市距离安江省莅龙川市约60公里，距离芹苴市约130公里，距胡志明市约250公里。

## 历史
1976年2月，朱笃省和安江省合并为安江省，朱笃市社划归安江省管辖。
1977年1月27日，周富县永元社划归朱笃市社管辖。
1979年4月25日，朱富A社改制为朱富A坊，朱富B社改制为朱富B坊；朱富A坊朱泰一邑和朱泰二邑2邑各二分之一的区域划归朱富B坊管辖，周富县美德社美政一邑1邑和美和邑的二分之一区域和朱笃市社朱富B坊朱隆一邑和朱隆六邑2邑合并为永美社，划归朱笃市社管辖。
1979年8月23日，周富县永济社划归朱笃市社管辖。
2002年3月22日，永济社析置参山坊。
2003年5月19日，永美社析置永美坊，并更名为永周坊。
2007年9月1日，朱笃市社被评定为三级城市。
2013年7月19日，永元社改制为永元坊；朱笃市社改制为朱笃市。
2015年4月15日，朱笃市被评定为二级城市。

## 行政区划
朱笃市下辖5坊2社，市人民委员会位于朱富B社。
- 朱富A坊（Phường Châu Phú A）
- 朱富B坊（Phường Châu Phú B）
- 参山坊（Phường Núi Sam）
- 永美坊（Phường Vĩnh Mỹ）
- 永元坊（Phường Vĩnh Nguơn）
- 永周社（Xã Vĩnh Châu）
- 永济社（Xã Vĩnh Tế）

## 民族
朱笃市民族以京族为主，还有高棉族、汉族等。 

## 经济
朱笃市经济以轻工业为主，也有农渔业。 

## 旅游
朱笃市郊区有党山，党山上有很多名胜，如：瑞玉侯陵，朱笃岑山，朱笃主处圣庙，福田寺等。